# Чатра
Чатра́ (рос. Чатра, башк. Сатра) — присілок у складі Благоварського району Башкортостану, Росія. Входить до складу Танівської сільської ради.
Населення — 93 особи (2010; 103 в 2002).
Національний склад:
- башкири — 89 %